# Nassau Hall
Nassau Hall je nejstarší budova Princetonské univerzity v Princetonu v New Jersey v USA, která sloužila nějaký čas jako sídlo vlády Spojených států amerických. Byla dostavěna v roce 1756. V té době to byla největší budova v koloniálním New Jersey a největší akademická budova amerických kolonií vůbec.

## Vznik názvu Nassau Hall
Když byla budova v roce 1754 stavěna, rada univerzity navrhovala budovu pojmenovat po Jonathanovi Belcherovi, královském guvernérovi New Jersey, ale ten tuto poctu odmítl a dal přednost pojmenování k poctě „nesmrtelné paměti slavného krále Williama III.“, který pocházel z nizozemského domu Orange-Nassau. Proto je stavba známá jako Nassau Hall.

## Historie
Univerzita, původně známá jako College of New Jersey, Vysoká škola v New Jersey, sídlila nejprve jeden rok v městě Elizabeth v New Jersey a poté devět let v Newarku, a to až do doby než byla v roce 1756 dokončena budova v Princetonu. Budovu původně navrhl architekt Robert Smith, později byla přestavěna významnými americkými architekty Benjaminem Latrobeem a Johnem Notmanem. V prvních letech Princetonské univerzity byly v Nassau Hall umístěny učebny, knihovna, kaple a obytný prostor pro studenty a fakulty. Bylo zde například umístěno první psychologické oddělení univerzity.
Během americké revoluční války byl Nassau Hall vlastněn britskými i americkými silami a budova utrpěla značné škody, zejména během bitvy o Princeton 3. ledna 1777. Od 30. června do 4. listopadu 1783 byl Princeton dočasným sídlem vlády Spojených států a budova Nassau Hall sloužila jako sídlo vlády. Kongres Konfederace se uskutečnil v knihovně budovy ve druhém patře. Podle Princetonské univerzity „Kongres zde poblahopřál Georgi Washingtonovi k úspěšnému ukončení války, obdržel zde zprávu o podpisu definitivní smlouvy o míru s Velkou Británií a přivítal prvního ministra zahraničí – z Nizozemska – akreditovaného pro Spojené státy.“ Zákonodárný sbor New Jersey Legislature se poprvé setkal v Nassau Hall 27. srpna 1776.
V současné době v Nassau Hall sídlí administrativní kanceláře univerzity, včetně kanceláře prezidenta univerzity. Americké ministerstvo vnitra označilo Nassau Hall v roce 1960 za národní historickou památku, „což zdůrazňuje jeho význam v revoluční válce a v historii Spojených států“.

## Americká revoluční válka
Britští Redcoats – červenokabátníci – převzali kontrolu nad Nassau Hall v roce 1776 a američtí vojáci byli nuceni vystřelit na vlastní budovu v bitvě u Princetonu 3. ledna 1777. Byly vystřeleny tři dělové koule, ale pouze dvě zasáhly budovu. Jedna střela zasáhla jižní stranu budovy; škodu lze ještě dnes vidět. Další dělová koule proletěla oknem ve fakultní místnosti a „dekapitovala“ portrét krále Jiřího III. Střela prý pocházela ze zbraně dělostřelce pod velením Alexandra Hamiltona, který byl univerzitou odmítnut, když poprvé přišel do kolonií. Výsledkem bitvy bylo rozhodující vítězství Patriotů a Nassau Hall byl Američany znovu obsazen.
Kongres Konfederace se sešel v Nassau Hall a sídlil zde něco málo přes čtyři měsíce (od 30. června 1783 do 4. listopadu 1783). Obvyklé místo konání Filadelfie v Pensylvánii muselo být uvolněno kvůli vzpouře vojáků kontinentální armády.
Od roku 1869 přidává každý promující ročník novou snítku břečťanu aby vyrostla na stěnách budovy.